# 직각

직각(直角, right angle)은 직선 두 개가 만나 서로를 이등분했을 때 만들어지는 각이다. 일반각으로 90도, 호도법으로 π/2 라디안이다.
90º로 표현한다.

## 기호
유니코드에서 직각 기호는 U+221F ∟ right angle (HTML: &#8735;)이다. 이는 모양이 비슷한 기호인 U+231E ⌞ bottom left corner (HTML: &#8990;)와는 구별된다. 관련 기호로는 U+22BE ⊾ right angle with arc (HTML: &#8894;), U+299C ⦜ right angle variant with square (HTML: &#10652;), U+299D ⦝ measured right angle with dot (HTML: &#10653;)가 있다.

## 직각의 성질
직선 2개가  서로 만나서 교차 된다면  이때의 각을  직선각이라고 부른다. 이때 특히  수평한 직선에 수직의 직선(수직선)이 놓이게 되는 경우를 상정할 수 있다. 이러한 경우에 수평한 직선은 수직선에 양분되면서 서로 이웃한 각들이 90º로 동시에 같은 각인  직각을 얻게된다.
이러한 직각의 성질은 단위원에서 정삼각형으로부터 이등변삼각형을 확인시켜주거나  삼각형이나 사각형등 다각형에서 피타고라스 정리를 이용하기 위한 직각삼각형의  성질을 확인시켜준다.

## 같이 보기
- 데카르트 좌표계
- 각 (수학)